# Майхуб, Алаа
Алаа Майхуб (араб. علاء ميهوب‎; 19 января 1963) — египетский футболист, полузащитник.

## Клубная карьера
Алаа Майхуб провёл всю свою футбольную карьеру игрока в ведущем египетском клубе «Аль-Ахли» из Каира, вместе с которым он завоевал множество титулов, как на местном, так и на континентальном уровне.

## Международная карьера
Алаа Майхуб попал в состав сборной Египта на Чемпионате мира 1990 года. Однако из 3-х матчей Египта на турнире Майхуб не появился на поле ни в одном из них: матчах группового этапа против сборных Нидерландов, Ирландии и Англии.

## Достижения

### Клубные
Аль-Ахли
- Чемпион Египта (5): 1981/82, 1984/85, 1985/86, 1986/87, 1988/89
- Обладатель Кубка Египта (6): 1982/83, 1983/84, 1984/85, 1988/89, 1990/91, 1991/92
- Победитель Кубка Африканских Чемпионов (2): 1982, 1987
- Победитель Кубка Обладателей Кубков Африки (3): 1984, 1985, 1986
- Победитель Афро-азиатского кубка (1): 1988